# Temple de Chavornay
Le temple de Chavornay, appelé également église réformée Saint-Maurice ou Saint-Marcel, est un lieu de culte protestant situé dans la commune de Chavornay, en Suisse. La paroisse est membre de l'Église évangélique réformée du canton de Vaud.

## Histoire
Attesté depuis le XIIe siècle, le temple a été reconstruit et modifié à plusieurs reprises. Les parties les plus anciennes encore existantes datent de 1400. Dès le XVe siècle, la nef est recouverte d'un plafond cintré en bois rappelant la voûte du ciel et servant à cacher les combes apparentes. Au siècle suivant, l'église est séparée en trois nefs au moyen d'une double rangée de poteaux et la fenêtre gothique du cœur est agrandie. En dessous de cette fenêtre, à la même époque, une table de communion a été créée à partir d'une dalle venant des anciens fonts baptismaux.
Le temple, situé sur une colline surplombant le village est inscrit comme bien culturel suisse d'importance nationale. La cure située à côté de l'église est le siège de la paroisse, appelée paroisse de Chavornay et qui regroupe également les communes de Bavois, Essert-Pittet et Corcelles-sur-Chavornay. 